# きこちゃんすまいる
『きこちゃんすまいる』は、『BE・LOVEパフェ』（講談社刊）にて連載された布浦翼による日本の漫画作品。単行本全5巻。
無愛想だがみんなから好かれている天才少女・きこの暮らしぶりを描く日常系コメディ。

## 登場人物

### 篠宮（二の宮）家
東京郊外の田園都市「ひだりヶ丘」に在住。原作では篠宮（しのみや）、アニメ版では二の宮（にのみや）となっている。
篠宮きこ（しのみや きこ）
声：雪乃五月
主人公。199X年（申年）9月1日生まれの4歳。赤いリボンの付いたおかっぱ頭と異様に鋭い目つきがトレードマーク。極端に寡黙ながら心根は優しく、時として大人さえも凌駕する行動力・精神力・運動神経・器用さを発揮するが、自力で靴ひもを結べないなど、中途半端に年齢相応な面を持つ。興味の対象はバレエからC言語まで幅広い。クモが大の苦手（1995年のセアカゴケグモ騒動にちなんだ時事ネタ）。AB型。
篠宮まきこ（しのみや まきこ）
声：高田由美
きこの母親。至って普通の主婦。きこの「好奇心旺盛で集中力があり、興味を持ったことには迷わず取り組むが飽きっぽい」性分は母親から来ている。B型。
篠宮太郎（しのみや たろう）
声：宮本充
きこの父親。至って普通のサラリーマン。きこの「社会秩序を重んじ、礼節を守り、一度始めたことはあまり成果が上がらずともあきらめずじっくり取り組む」性分は父親から来ている。A型。

### 猫社会
ほんとは天使（ほんとはてんし）
声：岡野浩介
きこのペットの黒猫だが、その実態は天界から遣わされた見習い天使。「ほんとは天使パワー」という超能力で篠宮（二の宮）家の平和と安全と幸福を陰ながら守っているが、自分の言葉は人間には猫の鳴き声にしか聞こえないため、きこと上手くコミュニケーションをとることができず、子天使たちにも振り回されて結果的に損な役割を負うことが多い。
子天使
声：川田妙子（パ）、水谷優子（ピ）、丹羽紫保里（プ）、瀧本富士子（ペ）、天野由梨（ポ）
ほんとは天使とローザの間に生まれた子猫たち。全員オス。天使の血が流れているため、成猫になるまで約70年かかる。
ローザ
声：渡辺美佐
ひだりヶ丘近辺の野良猫たちのマドンナ。上流家庭に飼われ、気ままな生活を送っているが、ほんとは天使との間に子天使たちを設けてしまう。
小錦（こにしき）
声：島香裕
ひだりヶ丘近辺の猫社会のボス。名前の如く体が大きい。乱暴者だが子供には優しい。
小虎&三吉（ことら、さんきち）
声：小形満（小虎）、石野竜三（三吉）
いずれも小錦と行動する子分。
ほんとは悪魔（ほんとはあくま）
声：梅津秀行
ほんとは天使のライバル。彼とは逆に全ての人間を不幸にしようと企んでいる。

### 私立さみだれ幼稚園

#### すみれ組園児
吉永さおり（よしなが さおり）
声：天野由梨
高飛車で見栄っ張りな女の子。きこを一方的にライバル視している。舞台女優志望で子供劇団に所属。
マサカド
声：瀧本富士子
お調子者の男の子。まいに一目惚れをしてバレエ教室に通うようになったが上達はしていない。
静（しずか）
声：川田妙子（32・33話のみ大谷育江）
常にマドカとコンビを組んでいる女の子。面倒見がよい。
マドカ
声：丹羽紫保里
常に静とコンビを組んでいる女の子。「怖い」が口癖だが、実際にはそんなに臆病でもないらしい。
守（まもる）
声：松本さち
お坊っちゃんで、ヴァイオリンを習っている。将来の夢は科学者になること。
さやか
声：荒木香恵
おしゃれな女の子。母親にねだってパーマをかけてもらった。

#### 教員
柴原めぐみ（しばはら めぐみ）
声：水谷優子
さみだれ幼稚園すみれ組の担任保母。高校時代はテニス部に所属していた。熱心で何事にも張り切るタイプだが、いつも痛い目に遭っている。ニンジンが大の苦手。
原作では第1話できこの扱いに自信を無くし、幼稚園を去ったが、アニメ化に伴ってレギュラーキャラとして復帰した。
園長
声：峰あつ子
さみだれ幼稚園の女園長。
かおり先生
声：小林優子
さみだれ幼稚園の保母。
みゆき先生
声：渡辺美佐
さみだれ幼稚園の保母。

### バレエ教室
バレエの先生
声：田中敦子
きこが通うバレエ教室の先生。普段は優しいが、バレエのお稽古が終わって一人になると性格が急変する。
白鳥まい（しらとり まい）
声：大谷育江
きこのバレエでのライバル。極端に太りやすい体質で、普段は大人しく小さいが、物を食べると急激に肥大する。マサカドをこき使っている。バレエ教室から家に帰る時には必ず母親とバレエの練習をしながら帰る。
白鳥いずみ（しらとり いずみ）
声：片岡富枝
まいの母親。昔は細身のバレリーナだったが、今では巨大な体になってしまった。登場するたびにバレエ教室の扉を体で破壊してしまう。マサカドをまいが太る原因と見なして二人を引き裂いたことがある。

### その他
直木龍之介（なおき りゅうのすけ）
声：磯部弘
めぐみのボーイフレンドで、彼女の高校時代にテニス部でコーチをしていた縁で知り合った。
堂島ショウコ（どうじま ショウコ）
声：松井菜桜子
めぐみの先輩で、大富豪の娘。「コショウ夫人」の異名を持ち、近づく人はクシャミを連発する。
仙太郎（せんたろう）
作者の別作品『ぴくぴく仙太郎』の主人公のミニウサギ。
香沢 麦（こうさわ ばく）
仙太郎の飼い主で、ひだりヶ丘在住のイラストレーター。篠宮（二の宮）家の近所に自宅があり、アニメ版では仙太郎が二の宮家に迷い込んだことからきこと縁ができる。原作ではひそかに仙太郎を見に来たきこを悪質なストーカーと疑うが、きこが置いていった手紙を見て誤解を解く。
怪盗ラパン
声：安原義人
神出鬼没の大泥棒だが、常に仕事先できこと鉢合わせ、きこにその意図はないものの目的をくじかれてしまう。「わかりましたセニョリータ」「これで終わりジュブレ」など、インチキ臭いフランス語交じりの日本語を話す。
ナレーション
声：堀内賢雄
作品の解説を務める語り部。「というわけで」「～たりする」などの独特な語り口が特徴。

## テレビアニメ
1996年10月5日から1997年9月27日まで、TBS系列にて放送された。放送時間は毎週土曜日17:00から17:30。全51回（126話）。

### スタッフ
- 原作：布浦翼（講談社『BE・LOVEパフェ』掲載）
- エグゼクティブ・プロデューサー：村田英憲
- プロデューサー：小野辰雄、出﨑哲
- 制作担当：松崎義之（マジックバス）
- 文芸：小出一巳、末永光代
- 総監督：四分一節子
- 監督補：棚橋一徳
- 総作画監督・キャラクター設定：小林ゆかり
- 動画検査：小原充、山下宗幸、吉村涼子、佐藤房枝、藤岡正宣、菅原秀樹ほか
- 美術監督：松本真奈美（スタジオじゃっく）
- 背景：浦田健吉、日比野晶子、横段真由美、小林敦夫、相原澄子、米本智子、加藤幸子ほか
- 色彩設定：鈴城るみ子
- 色指定：三橋曜子（シャフト）、横田こずえ、大多和由里、福原奈津子ほか
- 特殊効果：前川孝
- 撮影監督：岡崎英夫（IMG）
- 撮影助手：升沢達也、谷口直之、中村昌樹、本宮美津恵、西重成（以上、IMG）ほか
- 編集：井上和夫、井上紗千子
- 音楽：中川幸太郎
- 音楽協力：日音
- 音響監督：加藤敏（東北新社）
- 音響効果：横山正和
- 選曲：合田豊
- 録音調整：阿部佳代子
- 音響制作：東北新社
- 現像：IMAGICA
- タイトル：マキ・プロ
- 番組宣伝：田中瑞穂（TBS）
- アニメーション制作：マジックバス
- アニメーション制作協力：シャフト、イージー・フィルム、オフィス蒼、高橋スタジオ、グループZEN
- 製作：エイケン、TBS

### 主題歌
オープニング「SUPER LOVE」
作詞：佐々木美和、作曲・編曲：大島こうすけ、歌：SO-FI
前期エンディング「…of You」（第1話 - 第29話）
作詞：鈴木蘭々・森園真、作曲：平井夏美、編曲：千住明、歌：鈴木蘭々
後期エンディング「愉快な鼓動」（第30話 - 第51話）
作詞・作曲：階一喜、編曲：亀田誠治、歌：米倉千尋

### 放映リスト
| 回 | 放映日         | サブタイトル                                                      | 脚本                | 絵コンテ     | 演出     | 作画監督            |
| -- | -------------- | ----------------------------------------------------------------- | ------------------- | ------------ | -------- | ------------------- |
| 1  | 1996年 10月5日 | 無敵の幼稚園児                                                    | 伊東恒久            | 四分一節子   | 木宮茂   | 池田裕治            |
| 1  | 1996年 10月5日 | ほんとは天使がやってきた!                                         | 伊東恒久            | 高野カリン   | 御厨恭輔 | 池田裕治            |
| 1  | 1996年 10月5日 | めぐみ先生VSきこちゃん                                            | 土屋理敬            | 石踊宏       | 石踊宏   | 松本勝次            |
| 2  | 10月12日       | 思い出アルバム                                                    | 武上純希            | 酒井伸次     | 酒井伸次 | 松崎一              |
| 2  | 10月12日       | きこちゃんトリップ!?                                              | 伊東恒久            | 小村敏明     | 高橋滋春 | 梶浦紳一郎          |
| 2  | 10月12日       | 大きいことはいいことだ!?                                          | 小出一巳 末永光代   | 四分一節子   | 木宮茂   | 小林ゆかり          |
| 3  | 10月19日       | さみだれ幼稚園のコワ～イお話                                      | 星川泰子            | 石踊宏       | 石踊宏   | 藤田正幸            |
| 3  | 10月19日       | 初恋!?ほんとは天使                                                | 伊東恒久            | 高野カリン   | 御厨恭輔 | 高田三郎            |
| 3  | 10月19日       | きこちゃんの宝物                                                  | 丸尾みほ            | 酒井伸次     | 酒井伸次 | 高鉾誠              |
| 4  | 10月26日       | おこずかいが欲しい!!                                              | 星川泰子            | 高橋滋春     | 高橋滋春 | 梶浦紳一郎          |
| 4  | 10月26日       | ウソ!?五つ子誕生                                                  | 伊東恒久            | 石山タカ明   | 井上修   | 平岡正幸            |
| 4  | 10月26日       | おもいで…きらきら                                                 | 小出一巳            | 石踊宏       | 石踊宏   | 藤田正幸            |
| 5  | 11月2日        | 嵐を呼ぶ白雪姫!                                                   | 土屋理敬            | 酒井伸次     | 御厨恭輔 | 高田三郎            |
| 5  | 11月2日        | 嵐を呼ぶ白雪姫! つづき…                                           | 土屋理敬            | 酒井伸次     | 酒井伸次 | 森中正春            |
| 5  | 11月2日        | 嵐を呼ぶ白雪姫! つづきのつづき…                                   | 土屋理敬            | 酒井伸次     | 酒井伸次 | 森中正春            |
| 6  | 11月9日        | きこちゃんの変身大作戦!                                           | 小出一巳            | 前島健一     | 前島健一 | 鈴木伸一            |
| 6  | 11月9日        | きこちゃんちの怪談・恐怖の一夜                                    | 土屋理敬            | 石踊宏       | 石踊宏   | 松本勝次            |
| 6  | 11月9日        | 必殺!カゼ菌バスターズ                                             | 丸尾みほ            | 高橋滋春     | 高橋滋春 | 進藤満尾            |
| 7  | 11月23日       | きこきこピコピコ ゲーム・ゲット大作戦!                            | 丸尾みほ            | 木村真一郎   | 加藤洋人 | 加藤洋人            |
| 7  | 11月23日       | 華麗なるプリマドンナ                                              | 土屋理敬            | 高野カリン   | 高橋滋春 | 森中正春            |
| 7  | 11月23日       | 華麗なるプリマドンナ つづき…                                      | 土屋理敬            | 高野カリン   | 御厨恭輔 | 高田三郎            |
| 8  | 11月30日       | 風雲きこちゃん一家 パパVSママ                                     | 小出一巳            | 岡嶋国敏     | 岡嶋国敏 | 斉藤英子            |
| 8  | 11月30日       | きこちゃん童話劇場 きこデレラ物語                                 | 小出一巳            | 昆進之介     | 石踊宏   | 藤田正幸            |
| 8  | 11月30日       | きこちゃん童話劇場 きこデレラ物語 つづき…                         | 小出一巳            | 昆進之介     | 御厨恭輔 | 高田三郎            |
| 9  | 12月7日        | ママのダイエット戦争                                              | 小出一巳            | 高橋滋春     | 高橋滋春 | 進藤満尾            |
| 9  | 12月7日        | いたずら五つ子、ほんとは子天使                                    | 伊東恒久            | 高橋滋春     | 高橋滋春 | 井武もんた          |
| 9  | 12月7日        | さみだれ幼稚園のさらにコワ～イお話                                | 土屋理敬            | 石山タカ明   | 井上修   | 平岡正幸            |
| 10 | 12月14日       | めぐみ先生のデート                                                | 土屋理敬            | 石踊宏       | 石踊宏   | 松本勝次            |
| 10 | 12月14日       | 子天使たちの大冒険!                                               | 伊東恒久            | 酒井伸次     | 酒井伸次 | 森中正春            |
| 10 | 12月14日       | きこちゃんのマイカード                                            | 星川泰子            | 前島健一     | 御厨恭輔 | 高田三郎            |
| 11 | 12月21日       | 華麗なるバレエ発表会                                              | 土屋理敬            | 秦義人       | 秦義人   | 鈴木伸一            |
| 11 | 12月21日       | 華麗なるバレエ発表会 つづき…                                      | 土屋理敬            | 石踊宏       | 石踊宏   | 松本勝次            |
| 11 | 12月21日       | サンタさんからのプレゼント                                        | 丸尾みほ            | 木村真一郎   | 棚橋一徳 | 小林ゆかり          |
| 12 | 12月28日       | どっきり!スキー旅行                                               | 小出一巳            | 石山タカ明   | 岡嶋国敏 | 小山和洋            |
| 12 | 12月28日       | どっきり!スキー旅行 つづき…                                       | 小出一巳            | 高橋滋春     | 雄谷将仁 | 進藤満尾            |
| 12 | 12月28日       | 大みそかの挑戦!                                                   | 土屋理敬            | 石山タカ明   | 御厨恭輔 | 高田三郎            |
| 13 | 1997年 1月4日  | 新春きこ暦                                                        | 土屋理敬            | 渡部高志     | 則座誠   | 高鉾誠              |
| 13 | 1997年 1月4日  | めぐみ先生、初詣のデート                                          | 土屋理敬            | 高橋滋春     | 高橋滋春 | 進藤満尾            |
| 13 | 1997年 1月4日  | きこちゃんVSさおりちゃん                                          | 土屋理敬            | 高野カリン   | 秦義人   | 鈴木伸一            |
| 14 | 1月11日        | きこちゃんの英会話 ないすちゅーみーちゅー                         | 金春智子            | 岡嶋国敏     | 井上修   | 平岡正幸            |
| 14 | 1月11日        | ひいおばあちゃんがやって来た!                                     | 丸尾みほ            | 石踊宏       | 石踊宏   | 藤田正幸            |
| 14 | 1月11日        | ひいおばあちゃんがやって来た! つづき…                             | 丸尾みほ            | 秦義人       | 御厨恭輔 | 高田三郎            |
| 15 | 1月18日        | きこちゃん童話劇場 きこ夜姫                                       | 小出一巳            | 酒井伸次     | 酒井伸次 | 森中正春            |
| 15 | 1月18日        | きこちゃん童話劇場 きこ夜姫 つづき…                               | 小出一巳            | 高橋滋春     | 高橋滋春 | 進藤満尾            |
| 15 | 1月18日        | きこちゃん童話劇場 きこ夜姫 つづきのつづき…                       | 小出一巳            | 石山タカ明   | 御厨恭輔 | 高田三郎            |
| 16 | 1月25日        | 涙の登園スタンプ                                                  | 金春智子            | 昆進之介     | 秦義人   | 鈴木伸一            |
| 16 | 1月25日        | きこちゃんちの怪談 恐怖のお留守番                                 | 伊東恒久            | 石踊宏       | 石踊宏   | 藤田正幸            |
| 16 | 1月25日        | めぐみ先生、おうちでデート                                        | 土屋理敬            | 高橋滋春     | 御厨恭輔 | 高田三郎            |
| 17 | 2月1日         | きこちゃん、未知との遭遇!?                                        | 近藤真智子          | 高橋滋春     | 高橋滋春 | 森中正春            |
| 17 | 2月1日         | きこちゃん、未知との遭遇!? つづき…                                | 近藤真智子          | 高橋滋春     | 雄谷将仁 | 進藤満尾            |
| 17 | 2月1日         | きこちゃん、未知との遭遇!? つづきのつづき…                        | 近藤真智子          | 石山タカ明   | 岡嶋国敏 | 柳瀬雄之            |
| 18 | 2月8日         | パニック・イン・バレンタインデー                                  | 小出一巳            | 酒井伸次     | 酒井伸次 | 森中正春            |
| 18 | 2月8日         | パニック・イン・バレンタインデー つづき…                          | 小出一巳            | 昆進之介     | 御厨恭輔 | 高田三郎            |
| 18 | 2月8日         | パニック・イン・バレンタインデー つづきのつづき…                  | 小出一巳            | 石踊宏       | 石踊宏   | 松本勝次            |
| 19 | 2月15日        | さみだれ幼稚園の決闘                                              | 丸尾みほ            | 酒井伸次     | 酒井伸次 | 森中正春            |
| 19 | 2月15日        | 小錦のいちばん不幸な日                                            | 伊東恒久            | 大庭秀昭     | 雄谷将仁 | 進藤満尾            |
| 19 | 2月15日        | 雪にも負けず……!?                                                  | 近藤真智子          | 井上修       | 井上修   | 浅野ヒロ            |
| 20 | 2月22日        | 青い目のおトモダチ                                                | 土屋理敬            | 高野カリン   | 御厨恭輔 | 高田三郎            |
| 20 | 2月22日        | リチャードのニッポンツアー                                        | 土屋理敬            | 石踊宏       | 石踊宏   | 藤田正幸            |
| 20 | 2月22日        | モテモテ・リチャード!?                                            | 土屋理敬            | 秦義人       | 秦義人   | 鈴木伸一            |
| 21 | 3月1日         | びっくり!おひな様騒動                                             | 小出一巳            | 酒井伸次     | 酒井伸次 | 都丸保              |
| 21 | 3月1日         | ひなまつり会でラブラブバトル                                      | 小出一巳            | 小村敏明     | 雄谷将仁 | 進藤満尾            |
| 21 | 3月1日         | サヨナラ、青い目のおトモダチ                                      | 小出一巳            | 石山タカ明   | 岡嶋国敏 | 平岡正幸            |
| 22 | 3月8日         | 縄文人きこちゃん                                                  | 丸尾みほ            | 出﨑哲       | 則座誠   | 森中正春            |
| 22 | 3月8日         | 小錦の㊙ダイエット作戦                                            | 伊東恒久            | 石踊宏       | 石踊宏   | 松本勝次            |
| 22 | 3月8日         | きこちゃんの夢には夢の夢がある                                    | 丸尾みほ            | 冨永恒雄     | 御厨恭輔 | 高田三郎            |
| 23 | 3月15日        | さみだれ幼稚園のジュリエット                                      | 土屋理敬            | 高橋滋春     | 高橋滋春 | 森中正春            |
| 23 | 3月15日        | 子天使びっくり!?ローザの一日ママ                                  | 伊東恒久            | 大庭秀昭     | 雄谷将仁 | 進藤満尾            |
| 23 | 3月15日        | 無敵のきこちゃん、意外な弱点!!                                    | 小出一巳            | 石山タカ明   | 殿勝秀樹 | 川口幸治            |
| 24 | 3月22日        | きこちゃん時代劇アワー 遠山のきこさん パッとひらいたチューリップ! | 小出一巳            | 秦義人       | 秦義人   | 鈴木伸一            |
| 24 | 3月22日        | パッとひらいたチューリップ! つづき…                               | 小出一巳            | 石踊宏       | 石踊宏   | 藤田正幸            |
| 24 | 3月22日        | パッとひらいたチューリップ! つづきのつづき…                       | 小出一巳            | 高橋滋春     | 高橋滋春 | 森中正春            |
| 25 | 3月29日        | きこちゃん女優になる!                                             | 丸尾みほ            | 日色如夏     | 日色如夏 | 進藤満尾            |
| 25 | 3月29日        | きこちゃん女優になる! つづき…                                     | 丸尾みほ            | 高橋滋春     | 御厨恭輔 | 高田三郎            |
| 26 | 4月5日         | 春の遠足は大さわぎ!?                                              | 土屋理敬            | 石山タカ明   | 岡嶋国敏 | 平岡正幸            |
| 26 | 4月5日         | 春の遠足は大さわぎ!? つづき…                                      | 土屋理敬            | 山崎たかし   | 宮崎一哉 | 野舘誠一            |
| 27 | 4月12日        | 炎のメークドラマ                                                  | 高屋敷英夫 小出一巳 | 酒井伸次     | 酒井伸次 | 森中正春            |
| 27 | 4月12日        | 炎のメークドラマ つづき…                                          | 高屋敷英夫 小出一巳 | なみきまさと | 御厨恭輔 | 鈴木伸一            |
| 28 | 4月19日        | 炎のメークドラマ つづきのつづき…                                  | 高屋敷英夫 小出一巳 | 日色如夏     | 多田俊介 | 進藤満尾            |
| 28 | 4月19日        | 炎のメークドラマ そのまたつづき…                                  | 高屋敷英夫 小出一巳 | 石踊宏       | 石踊宏   | 松本勝次            |
| 29 | 4月26日        | 華麗なるライバル!                                                 | 土屋理敬            | 石山タカ明   | 殿勝秀樹 | 川口幸治            |
| 29 | 4月26日        | 華麗なるライバル! つづき…                                         | 土屋理敬            | 山崎たかし   | 御厨恭輔 | 鈴木伸一            |
| 30 | 5月3日         | 名探偵きこちゃん ドンブリ屋敷のナゾ                               | 丸尾みほ            | 山崎たかし   | 酒井伸次 | 森中正春            |
| 30 | 5月3日         | 名探偵きこちゃん ドンブリ屋敷のナゾ つづき…                       | 丸尾みほ            | 大庭秀昭     | 多田俊介 | 進藤満尾            |
| 31 | 5月10日        | 涙の母の日大作戦                                                  | 土屋理敬            | 石踊宏       | 秦義人   | 鈴木伸一            |
| 31 | 5月10日        | 涙の母の日大作戦 つづき…                                          | 土屋理敬            | 石踊宏       | 石踊宏   | 藤田正幸            |
| 32 | 5月17日        | 恋のサービス・エース!                                             | 土屋理敬            | 岡嶋国敏     | 岡嶋国敏 | 平岡正幸            |
| 32 | 5月17日        | 恋のサービス・エース! つづき…                                     | 土屋理敬            | なみきまさと | 御厨恭輔 | 小田仁              |
| 33 | 5月24日        | ムシバーキングをやっつけろ!                                       | 近藤真智子          | 井武もんた   | 野舘誠一 | 野舘誠一            |
| 33 | 5月24日        | ムシバーキングをやっつけろ! つづき…                               | 近藤真智子          | 野田作樹     | 多田俊介 | 進藤満尾            |
| 34 | 5月31日        | あこがれのファースト・キス!                                       | 土屋理敬            | 石踊宏       | 石踊宏   | 松本勝次            |
| 34 | 5月31日        | ぴくぴくウサギがやってきた!                                       | 小出一巳 末永光代   | 殿勝秀樹     | 腰繁男   | 小林勝利            |
| 35 | 6月7日         | ほんとは天使が盗まれた!?                                          | 伊東恒久            | 石山タカ明   | 秦義人   | 川口幸治            |
| 35 | 6月7日         | ほんとは天使が盗まれた!? つづき…                                  | 伊東恒久            | 高橋滋春     | 野舘誠一 | 森中正春            |
| 36 | 6月14日        | 父の日のビックリ運動会!                                           | 土屋理敬            | 秦義人       | 御厨恭輔 | 進藤満尾            |
| 36 | 6月14日        | 父の日のビックリ運動会! つづき…                                   | 土屋理敬            | 日色如夏     | 多田俊介 | 小田仁              |
| 37 | 6月21日        | カビカビジャングル!!                                              | 近藤真智子          | なみきまさと | 秦義人   | 鈴木伸一            |
| 37 | 6月21日        | めぐみ先生、恐怖の食卓!!                                          | 土屋理敬            | 石踊宏       | 石踊宏   | 藤田正幸            |
| 38 | 6月28日        | プール開きは危険がイッパイ!?                                      | 出崎遠太            | 岡嶋国敏     | 岡嶋国敏 | 丸山泰英            |
| 38 | 6月28日        | マサカド君の初恋                                                  | 土屋理敬            | 高野カリン   | 腰繁男   | 小林勝利            |
| 39 | 7月5日         | きこちゃん童話劇場 帰ってきたきこ夜姫                             | 小出一巳            | 仁賀緑朗     | 多田俊介 | 進藤満尾            |
| 39 | 7月5日         | きこちゃん童話劇場 帰ってきたきこ夜姫 つづき…                     | 小出一巳            | 井武もんた   | 野舘誠一 | 野舘誠一            |
| 40 | 7月12日        | めぐみ先生、ニンジン食べよう大作戦!!                              | 土屋理敬            | 石踊宏       | 石踊宏   | 松本勝次            |
| 40 | 7月12日        | 輝け!ペット・コンテスト                                           | 小出一巳            | 山崎たかし   | 秦義人   | 鈴木伸一            |
| 41 | 7月19日        | 怪盗ラパン、再び参上!                                             | 小出一巳            | 殿勝秀樹     | 殿勝秀樹 | 川口幸治            |
| 41 | 7月19日        | 怪盗ラパン、再び参上! つづき…                                     | 小出一巳            | 高野カリン   | 御厨恭輔 | 小田仁              |
| 42 | 7月26日        | ほんとは悪魔が落ちてきた!!                                        | 小出一巳            | 高橋滋春     | 高橋滋春 | 鈴野貴一            |
| 42 | 7月26日        | めぐみ先生、恋の打ち上げ花火!                                     | 土屋理敬            | 仁賀緑朗     | 多田俊介 | 進藤満尾            |
| 43 | 8月2日         | 恐怖のお泊まり会                                                  | 近藤真智子          | なみきまさと | 秦義人   | 鈴木伸一            |
| 43 | 8月2日         | 恐怖のお泊まり会 つづき…                                          | 近藤真智子          | 石踊宏       | 石踊宏   | 藤田正幸            |
| 44 | 8月9日         | きこちゃん童話劇場 きこ夜姫スペース・ウォーズ                     | 小出一巳            | 石山タカ明   | 秦義人   | 川口幸治            |
| 44 | 8月9日         | きこちゃん童話劇場 きこ夜姫スペース・ウォーズ つづき…             | 小出一巳            | 森田浩光     | 御厨恭輔 | 小田仁              |
| 45 | 8月16日        | 真夏の夜のキモだめし                                              | 出崎遠太            | 青木雄三     | 野舘誠一 | 野舘誠一            |
| 45 | 8月16日        | 鉄人ひいばあ、テレビでハッスル!!                                  | 植田浩二            | 多田俊介     | 多田俊介 | 進藤満尾            |
| 46 | 8月23日        | SOS!無人島漂流記                                                  | 土屋理敬            | 高野カリン   | 秦義人   | 小林ゆかり 鈴木伸一 |
| 46 | 8月23日        | SOS!無人島漂流記 つづき…                                          | 土屋理敬            | 石踊宏       | 石踊宏   | 松本勝次            |
| 47 | 8月30日        | マサカド君、愛と哀しみのロミオ!!                                  | 近藤真智子          | 殿勝秀樹     | 山崎友正 | 川口幸治            |
| 47 | 8月30日        | きこちゃんのドッキリびっくりバースデー!!                          | 土屋理敬            | 森田浩光     | 御厨恭輔 | 小田仁              |
| 48 | 9月6日         | さすらいのほんとは悪魔                                            | 小出一巳            | 高橋滋春     | 酒井伸次 | 森中正春            |
| 48 | 9月6日         | きこちゃんのミニミニパニック・アドベンチャー                      | 土屋理敬            | 多田俊介     | 多田俊介 | 進藤満尾            |
| 49 | 9月13日        | 怪盗ラパン、きこちゃん家に現れる!                                 | 近藤真智子          | 石踊宏       | 石踊宏   | 藤田正幸            |
| 49 | 9月13日        | 怪盗ラパン、きこちゃん家に現れる! つづき…                         | 近藤真智子          | 石踊宏       | 秦義人   | 鈴木伸一            |
| 50 | 9月20日        | 嵐を呼ぶピーター・パン                                            | 土屋理敬            | 山口美浩     | 山崎友正 | 川口幸治            |
| 50 | 9月20日        | 嵐を呼ぶピーター・パン つづき…                                    | 土屋理敬            | 仁賀緑朗     | 御厨恭輔 | 小田仁              |
| 51 | 9月27日        | さみだれ幼稚園、最後の日!?                                        | 土屋理敬            | 野舘誠一     | 野舘誠一 | 野舘誠一            |
| 51 | 9月27日        | さみだれ幼稚園、最後の日!? つづき…                                | 土屋理敬            | 四分一節子   | 雄谷将仁 | 進藤満尾            |

### 放送局
| 放送期間（または、放送体制）   | 放送時間           | 放送局   | 対象地域   | 備考   |
| ------------------------------ | ------------------ | -------- | ---------- | ------ |
| 1996年10月5日 - 1997年9月27日  | 土曜 17:00 - 17:30 | TBS      | 関東広域圏 | 製作局 |
| 1996年10月13日 - 1997年10月5日 | 日曜 6:00 - 6:30   | 北陸放送 | 石川県     |        |

## 関連商品

### 単行本
- 布浦翼『きこちゃんすまいる』、講談社〈BE・LOVE KC〉、全5巻

1. 1996年2月9日発売[18]、ISBN 978-4-06-317739-8
2. 1996年5月10日発売[19]、ISBN 978-4-06-317754-1
3. 1997年5月10日発売[20]、ISBN 978-4-06-317806-7
4. 1999年5月10日発売[21]、ISBN 978-4-06-317910-1
5. 2001年2月9日発売[22]、ISBN 978-4-06-318999-5

- 布浦翼『世紀末スーパー幼稚園児絵巻 きこちゃんすまいる』、講談社〈ワイドKC〉、全2巻

1. 1993年10月5日発売[23]、ISBN 978-4-06-176701-0
2. 1995年3月7日発売[24]、ISBN 978-4-06-176760-7

### アニメ関連
- VHS - ビクターエンタテインメントより発売。全3巻。
- きこちゃんすまいる オリジナル・サウンドトラック - ダブル・オーレコードより1997年2月21日発売。
- きこちゃんすまいる きこちゃん天才クイズ攻略大作戦!!（ISBN 978-4-84-701277-8） - ワニブックスより1997年5月1日発売。アニメ各話の最後に放送されるミニコーナー「きこちゃんの天才クイズ」で出題された問題を再録。
- ぬいぐるみ - クレーンゲーム「とるとるキャッチャー」用の景品。きこちゃん（A・B）、ほんとは天使（A・B）の4種。

他、セイカノートから各種文具が発売されていた。